# 黑龙江职业学院
黑龙江职业学院，简称龙职，是一所中国全日制高等職業院校，位于黑龙江省哈尔滨市。前身追溯至创建于1948年的黑龙江省畜牧兽医学校和黑龙江机械制造学校，多年来陆续由多所职业技术学院合并组建而成。本校现名称来自2012年的黑龙江工商职业技术学院与黑龙江畜牧兽医职业学院的合并组建。
2021年8月31日，一则拍摄于2020年10月9日的，该校6名女性学生干部“耍官威”查寝的视频在网络上引發爭议。视频分享网站哔哩哔哩随即出现大量相关的鬼畜视频。9月1日，学校对涉事学生进行通报批评。